# Yngve Carlson
Carl Gustaf Yngve Carlson, född 17 oktober 1904 i Örebro, död 1 mars 1971 i Söderhamn, var en svensk jurist.
Efter studentexamen i Göteborg 1924 blev Carlson juris kandidat vid Stockholms högskola 1932 och genomförde tingstjänstgöring i Södra Roslags domsaga 1932–1935. Han tjänstgjorde i Svea hovrätt 1935–1936, var rådman i rådhusrätten i Söderhamn 1940–1943 (tillförordnad 1936) och 1947–1964, tillförordnad borgmästare 1964, tingsdomare i Sydöstra Hälsinglands domsaga 1965, vikarierande häradshövding 1970 och var vid sin död lagman i Sydöstra Hälsinglands tingsrätt.
Carlson var sekreterare och föredragande i Statens hyresråd 1944–1947, sekreterare i hemvärnsnämnden i Söderhamn 1937–1944 och 1947–1963, i byggnadsnämnden 1934–1944 och 1947–1963 samt i drätselkammaren 1940–1944 och 1947–1955. Han innehade olika kommunala utredningsuppdrag och var revisor i Söderhamns Sparbank 1954–1963.
Carlson omkom i samband med de så kallade tingshusmorden, då hemmansägaren Gunnar Bengtsson från Bergvik sköt fyra personer under en förberedande förhandling i Sydöstra Hälsinglands tingshus i Söderhamn.